# قائمة سفراء كندا لدى السعودية
السفير الكندي في الرياض هو الممثل الرسمي للحكومة في أوتاوا لدى حكومة المملكة العربية السعودية. كما أنه معتمد بشكل متزامن للحكومة في مسقط (عمان).

## قائمة الممثلين
| اتفاق دبلوماسي / معين | الاعتماد الدبلوماسي | سفير                   | ملاحظات                      | رئيس وزراء كندا | قائمة ملوك السعودية            | نهاية المدة     |
| --------------------- | ------------------- | ---------------------- | ---------------------------- | --------------- | ------------------------------ | --------------- |
| مايو 17, 1973         | يونيو 24, 1973      | جاك جيل برونو جيجناك   |                              | بيير ترودو      | فيصل بن عبد العزيز آل سعود     | أغسطس 28, 1974  |
| مارس 1, 1974          |                     | جان بيير يفبفر         | قائم بالأعمال                | بيير ترودو      | فيصل بن عبد العزيز آل سعود     | نوفمبر 24, 1974 |
| يوليو 4, 1974         | نوفمبر 24, 1974     | مايكل شينستون          |                              | بيير ترودو      | فيصل بن عبد العزيز آل سعود     | أغسطس 24, 1976  |
| سبتمبر 21, 1976       | يناير 26, 1977      | إدوارد لوسيان بوبينسكي |                              | بيير ترودو      | خالد بن عبد العزيز آل سعود     | يوليو 9, 1979   |
| أبريل 4, 1979         | سبتمبر 19, 1979     | وليام جون جنكينز       |                              | جو كلارك        | خالد بن عبد العزيز آل سعود     | ديسمبر 4, 1980  |
| فبراير 5, 1981        | فبراير 23, 1981     | جاك سيلفا روي          |                              | بيير ترودو      | خالد بن عبد العزيز آل سعود     |                 |
| سبتمبر 22, 1982       | أكتوبر 25, 1982     | دوايت وايلدر فولفورد   |                              | بيير ترودو      | فهد بن عبد العزيز آل سعود      | أغسطس 15, 1985  |
| سبتمبر 12, 1985       | نوفمبر 19, 1985     | جورج دوغلاس فالنتين    |                              | مارتن مولروني   | فهد بن عبد العزيز آل سعود      |                 |
| سبتمبر 28, 1989       |                     | ألان نورمان ليفر       |                              | مارتن مولروني   | فهد بن عبد العزيز آل سعود      | يوليو 15, 1993  |
| يونيو 23, 1993        | سبتمبر 1, 1993      | بيتر ساذرلاند          |                              | كيم كامبل       | فهد بن عبد العزيز آل سعود      |                 |
| سبتمبر 11, 1996       |                     | دانيال إدوارد هوبسون   |                              | جان كريتيان     | فهد بن عبد العزيز آل سعود      | يوليو 16, 2000  |
| 2000                  |                     | ميلفين ماكدونالد       |                              | جان كريتيان     | فهد بن عبد العزيز آل سعود      | يوليو 24, 2003  |
| يوليو 31, 2003        | سبتمبر 13, 2003     | رودريك بيل             |                              | بول مارتن       | فهد بن عبد العزيز آل سعود      |                 |
| أغسطس 31, 2007        |                     | رونالد ديفيدسون        |                              | ستيفن هاربر     | عبد الله بن عبد العزيز آل سعود |                 |
| مايو 14, 2009         |                     | ديفيد تشاترسون         |                              | ستيفن هاربر     | عبد الله بن عبد العزيز آل سعود |                 |
| مارس 30, 2012         |                     | توماس ماكدونالد        |                              | ستيفن هاربر     | عبد الله بن عبد العزيز آل سعود |                 |
| يوليو 31, 2015        | ديسمبر 15, 2015     | دينيس هوراك            | طرد من البلاد في أغسطس 2018. | جاستن ترودو     | عبد الله بن عبد العزيز آل سعود |                 |